# 深見篤慶

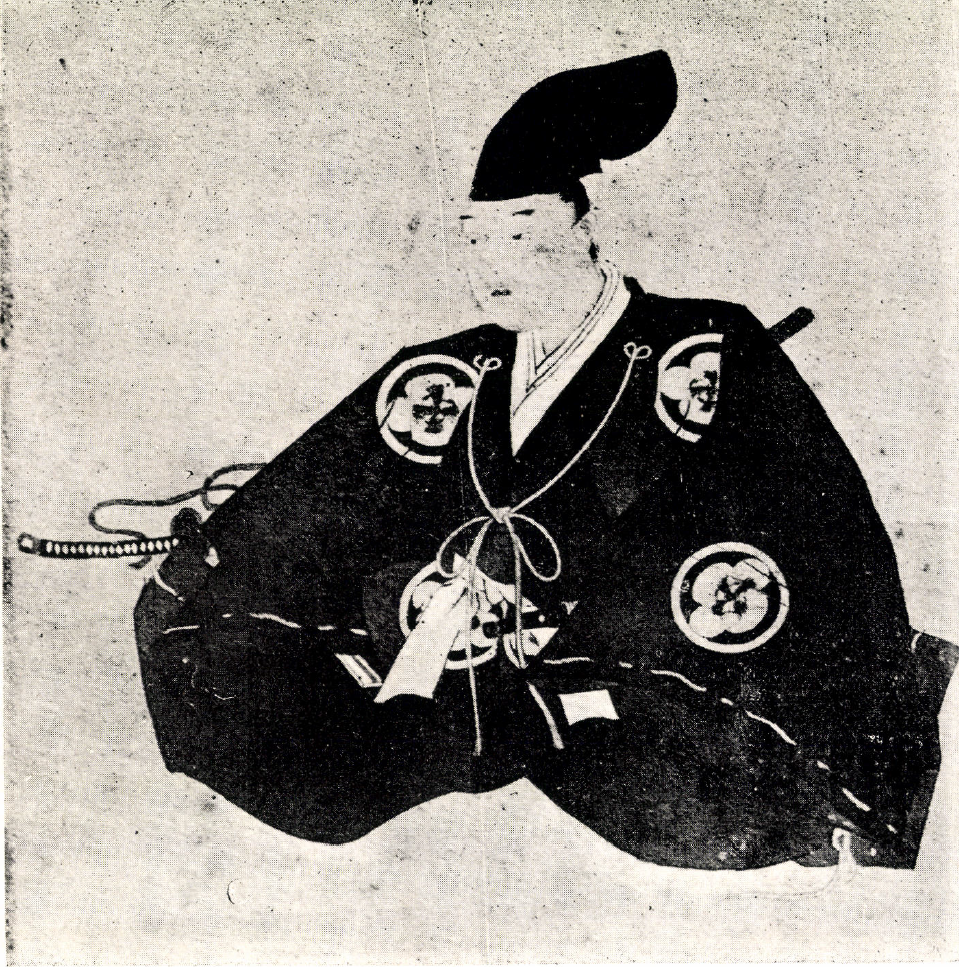
深見篤慶の畫像(兒島基隆畫)

深見 篤慶 (ふかみ あつよし、文政11年11月8日〈1828年12月14日〉 - 明治14年〈1881年〉3月25日) は、江戸時代後期から末期、明治時代初期の商人。

## 生涯
24歳のとき三河国碧海郡新堀村の刈谷藩用達木綿問屋深見善恕の養嗣子となり、刈谷藩侍講村上忠順に国学を学び女婿となる。忠順の子忠明が松本奎堂らと交わるに及び天誅組の資金を供給。京都の志士の活動費として有栖川宮家へ献納した総額は二万余両に及んだ。
維新後は神社創建修復・学校創設に私費を投じ、明治5年額田県学校幹事・酒人神社祠官となる。忠順のために珍書古籍を蒐集し、自らも国学や和歌の書を出版刊行した。さらに、忠順の蔵書を収蔵する書庫として自費を投じて1874年（明治7年）に千巻舎(ちまきのや)を建立した。
幼名友三郎。通称は藤十。号は松塢。
1936年（昭和11年）11月に遺稿『遺徳顕彰会「深見篤慶先生」』が出版された際に本多光太郎は同郷の人物として序文を寄稿している。